# Малая Златогорка
Ма́лая Златого́рка — посёлок в Ижморском районе Кемеровской области. Входит в состав Красноярского сельского поселения.

## География
Центральная часть населённого пункта расположена на высоте 197 метров над уровнем моря.

## Население
По данным Всероссийской переписи населения 2010 года, в посёлке Малая Златогорка проживает 6 человек (2 мужчин, 4 женщины).